# Маркуш, Дьёрдь
Дьёрдь Ма́ркуш (венг. Márkus György; 13 апреля 1934 года, Будапешт — 5 октября 2016 года) — венгерский философ, ученик Дьёрдя Лукача, представитель марксистской Будапештской школы.

## Биография
Учился в Московском государственном университете, после его окончания в 1957 году вернулся в Венгрию. В 1957—1965 годах преподавал в Будапештском университете имени Лоранда Этвёша, в 1958—1973 годах. был сотрудником Философского института Венгерской АН. Признание получил благодаря переводу «Логико-философского трактата» Людвига Виттгенштейна в 1963 году.
Будучи непосредственным последователем одного из основоположников неомарксизма Дьёрдя Лукача, в своих работах, изданных в 1960-е годы («Марксизм и „антропология“», 1966), обращался к раннему («антропологическому») Марксу. Обновление марксистской философии проводил через диалектический разбор категории отчуждения. Выступая наряду с другими представителями Будапештской школы с творческим развитием марксизма, вступил в противостояние с официальной идеологией, монополизировавшей роль единственного интерпретатора коммунистического учения. Критика Маркушем «реального социализма» наподобие существовавшего в странах Восточной Европы смыкалась с взглядами западных «новых левых».
В 1968 году он подписался под коллективной петицией, осуждавшей вторжение войск ОВД в Чехословакию, за что был исключён из Венгерской социалистической рабочей партии. Под влиянием Пражской весны и выступлений 1968 года в странах Западной Европы пересмотрел часть своих взглядов, что отобразилось в написанной в соавторстве с Задором Тордаи монографии «Направления в современной буржуазной философии» (1972).
Дальнейшее давление со стороны властей привело Маркуша к постепенному отходу от марксизма (в частности, к критике политэкономии Маркса в книге «Возможна ли критическая экономическая теория?», 1973, в соавторстве с Дьёрдем Бенце и Яношем Кишем). В 1973 году он был уволен из института, затем эмигрировал в Австралию в 1977 году.
Как и Будапештская школа в целом, впоследствии перешёл на позиции социал-либерализма и западной социал-демократии, отстаивая принципы рыночной экономики и правового государства («Диктатура над потребностями», 1983, в соавторстве с Агнеш Хеллер и Ференцем Фехером). В эмиграции также обратился к проблемам герменевтики и теории культуры («Культура и модернити. Герменевтические опыты», 1992; «Метафизика — что наконец?», 1998).
Являлся профессором философии Сиднейского университета (с 1978 года) и заграничным членом Венгерской АН (восстановлен в 1990 году). Его супруга, доктор социологии Мария Маркуш (полька по национальности), также преподаёт в Сиднейском университете.

## Награды
- Академическая премия Венгерской академии наук II степени[венг.] (1966),
- Премией им. Дьёрдя Лукача (2005).